# 東京家庭裁判所
東京家庭裁判所（日语：／ Tōkyō katei saibansho */?）是一位於日本東京都千代田區的家事法院，主管東京都的家事訴訟案件；通稱為東京家裁（日语：／）。該所於立川市設有支部，另於八丈町與大島町設有出張所。

## 所在地
- 本廳 - 東京都千代田區霞關一丁目1番2號（東京家庭暨簡易裁判所合同廳舍）　35°40′29.1″N 139°45′14.3″E / 35.674750°N 139.753972°E
丸之內線・日比谷線霞關車站B1a出口步行約1分鐘。
千代田線霞關車站C1出口步行約5分鐘。
有樂町線櫻田門車站5號出口步行約10分鐘。
日比谷線・千代田線・三田線日比谷車站A10出口步行約10分鐘。
- 立川支部 - 東京都立川市綠町10-4　35°42′43.3″N 139°24′39.2″E / 35.712028°N 139.410889°E
多摩都市單軌電車高松車站步行約5分鐘。
東日本旅客鐵道中央本線・青梅線・南武線立川車站北出口步行約25分鐘。
- 八丈島出張所 - 東京都八丈島八丈町大賀郷1485-1　33°6′7.8″N 139°48′1.8″E / 33.102167°N 139.800500°E
八丈島機場乘車約10分鐘。
底土港乘車約15分鐘。
- 伊豆大島出張所 - 東京都大島町元町字家之上445-10　34°44′59.3″N 139°21′49.6″E / 34.749806°N 139.363778°E
元町港步行約15分鐘。

## 管轄區域
- 本廳 - 東京都全境（含東京都23區、三宅村、御藏島村與小笠原村）
- 立川支部 - 三多摩（多摩地域）
- 八丈島出張所 - 八丈支廳管轄區域（含八丈町與青島村）
- 伊豆大島出張所 - 大島支廳管轄區域（含大島町、利島村、新島村與神津島村）
  - 出張所的管轄事務僅限於《家事審判法》中所定之家事事件相關審判與相關調停事件，其他事務仍由本廳管轄。

## 歴代所長
括號內為任期與後職
- 矢口洪一（1978年 - 1980年3月　最高裁判所事務總長）
- 中島一郎（ - 1988年4月　參議院法制局長）
- 北川弘治（1994年 - 1997年　福岡高等裁判所長官）
- 三宅弘人（1997年 - 1999年5月　退休）
- 青山正明（1999年5月16日 - 2000年8月29日　福岡高等裁判所長官）
- 濱崎恭生（2000年8月 - 2002年5月　名古屋高等裁判所長官）
- 中込秀樹（2002年5月 - 2005年1月　名古屋高等裁判所長官）
- 細川清（2005年1月 - 2007年2月　名古屋高等裁判所長官）
- 門口正人（2007年2月 - 2009年8月　名古屋高等裁判所長官）
- 山崎恒（2009年8月 - 2011年2月　札幌高等裁判所長官）
- 西岡清一郎（2011年2月 - 2013年3月　廣島高等裁判所長官）
- 小川正持（2013年3月 - 2014年7月　退休）
- 貝阿彌誠（2014年7月 - 2015年6月　東京地方裁判所長）

## 外部連結
- 東京家庭裁判所 （页面存档备份，存于）